# Jayakody Aratchige Don Anton Jayakody
Jayakody Aratchige Don Anton Jayakody (* 2. Oktober 1958 in Pamunugama, Sri Lanka) ist ein sri-lankischer Geistlicher und römisch-katholischer Weihbischof in Colombo.

## Leben
Jayakody Aratchige Don Anton Jayakody trat 1975 in das Knabenseminar in Colombo ein und wechselte zwei Jahre später in das Propädeutikum. Seine philosophischen und theologischen Studien absolvierte er am nationalen Priesterseminar in Kandy und empfing am 27. Juli 1985 das Sakrament der Priesterweihe für das Erzbistum Colombo.
Neben einigen kurzzeitigen Tätigkeiten in der Pfarrseelsorge war er vor allem in der Priesterausbildung tätig. Von 1985 bis 1986 und erneut von 1987 bis 1990 war er am propädeutischen Seminar tätig. Von 1991 bis 1993 absolvierte er ein weiterführendes Studium in Rom und lebte in dieser Zeit im Kolleg San Paolo der Päpstlichen Universität Urbaniana. Von 1993 bis 1995 war er Ökonom des Nationalseminars in Kandy, an dem er ab 1998 erneut in der Priesterausbildung tätig war. Von 2003 bis 2005 leitete er die philosophische Sektion des Seminars, das er von 2005 bis 2011 als Regens leitete. 2011 übernahm er als Bischofsvikar die Verantwortung für die Priesterausbildung im Erzbistum Colombo und gleichzeitig die Leitung des diözesanen Spätberufenenseminars St. John Mary Vianney.
Am 4. April 2018 ernannte ihn Papst Franziskus zum Titularbischof von Mulli und zum Weihbischof in Colombo. Die Bischofsweihe spendete ihm der Erzbischof von Colombo, Albert Malcolm Kardinal Ranjith, am 23. Juni desselben Jahres. Mitkonsekratoren waren der Bischof von Mannar, Fidelis Lionel Emmanuel Fernando, und der Bischof von Kurunegala, Harold Anthony Perera.